# Achmadschah Zazai
Achmadschah Zazai (Berlino, 5 dicembre 1986) è un allenatore di pallacanestro ed ex cestista tedesco con cittadinanza afghana.

## Palmarès

### Giocatore
- ProA: 3

Gießen 46ers: 2014-15
Mitteldeutscher BC: 2016-17
Amburgo Towers: 2018-19